# Birch Creek (Wisconsin)
Birch Creek – miasto w Stanach Zjednoczonych, w stanie Wisconsin, w hrabstwie Chippewa.